# Egyenirányítós lengőtekercses műszer

## Működési elve
Az egyenirányítós lengőtekercses műszer váltakozó áram közvetlen mérésére alkalmas, mert a műszer belsejében egyenirányítók közbeiktatása által lüktető egyenárammá alakítjuk át a váltakozó áramot. Közönséges használatra az egyenirányításnak a váltakozó áram teljes periódusa folyamán hatékonynak kell lennie („kétoldalas”, vagy „kétutas” egyenirányítás), ezt legegyszerűbb négy egyenirányítóval (Graetz-kapcsolás), vagy két egyenirányítóval megvalósítani.

## A jelalak hatása
Az egyenirányítós ún. Deprez-műszer a rákényszerített váltakozó áramnak (elektrolitikus) középértékét egyenletes osztású skálán méri. A szinuszformájú 1,11 formatényezőjű váltakozó áram figyelembevételével effektív értékre van hitelesítve. A műszer által mutatott érték – nem szinuszos váltakozó áram esetén is – egyenlő a középérték 1,11-szeresével. Ennek megfelelően egy csúcsos görbealak negatív, egy négyszögű görbealak pozitív hibát okoz. Ügyelni kell, hogy a diódákat ne tegyük ki hőhatásnak.